# Нагу, Мэри
Мэри Майкл Нагу (суахили Mary Nagu; 11 мая 1952, Хананг (область Маньяра) — танзанийский политический и государственный деятель, министр Танзании. Доктор экономических наук (2004).

## Биография
C 1973 года изучала экономику в Университета Дар-эс-Салама, который окончила в 1976 году со степенью бакалавра экономики промышленности. С 1976 по 1978 год работала руководителем по операционной деятельности Национальной корпорации развития. В 1979—1982 годах — менеджером по планированию и маркетингу, с 1986 по 1992 год была генеральным директором на предприятиях лёгкой промышленности страны.
В 1982 году поступила в аспирантуру Университета Дар-эс-Салама. Специализировалась в области экономики.
Член партии Чама Ча Мапиндузи. С 1986 по 1992 год входила в ЦК Революционной партии. Во время правления президента Али Хасана Мвиньи с 1993 по 1995 год была советником Комиссии по реформе полугосударственного сектора.
Член парламента Танзании от избирательного округа Хананг (область Маньяра) с 2005 г., возглавляла парламентский комитет по сельскому хозяйству, животноводству и водным ресурсам (с 2015 по 2018).
В 1995—2000 годах занимала пост министра общественного развития, по делам женщин и детей в первом кабинете президента Бенджамина Мкапы. Затем с 2000 по 2005 год работала государственным министром по управлению государственной службой (канцелярия президента). В 2005—2008 г. занимала пост министра юстиции. В 2010—2015 годах — государственный министр по инвестициям и расширению прав и возможностей.